# La ragazza che cosa ha dimenticato?
La ragazza che cosa ha dimenticato? (淑女は何を忘れたか, Shukujo wa nani wo wasureta ka) è un film del 1937 diretto da Yasujirō Ozu.

## Trama
Komiya è un rispettato professore di medicina all'università di Tokyo. Ha una moglie, Tokiko, sebbene siano senza figli. Sua nipote di Osaka, Setsuko fa loro visita. Setsuko è una giovane donna che ama fumare e bere, e trova fastidiosi i tentativi di Tokiko di interferire e controllare il suo comportamento.
Tokiko forza suo marito a fare la sua solita escursione al golf nel fine settimana, ma Komiya non è appassionato dello sport. Per non infastidire sua moglie, Komiya scrive in anticipo una cartolina dicendole che è andato a giocare a golf e che il sole era splendente; rimane invece con il suo studente, Okada, e insieme trascorrono la giornata in un bar. Sfortunatamente, il tempo diventa brutto e Komiya si preoccupa che la sua menzogna venga scoperta. Nel frattempo, Setsuko prende in giro suo zio e insiste sul fatto che Komiya la porti a visitare le geishe. Torna dopo mezzanotte e molto ubriaca a casa di suo zio, incorrendo nel profondo dispiacere di sua zia.
Komiya ritorna dal suo "viaggio" e Tokiko lo convince a rimproverare Setsuko riguardo al suo comportamento. Invece, di nascosto dalla moglie, Komiya chiede a Setsuko di intercettare la cartolina menzognera. Purtroppo Setsuko fallisce e Tokiki legge la cartolina e scopre la sua falsità. Lei perde la pazienza davanti ai due, che se ne vanno per evitare ulteriori attriti. Tornano a casa per incontrare Tokiko, che si rivolge furiosa verso i due. Incapace di trattenersi ancora, Komiya schiaffeggia sua moglie. Più tardi, Setsuko si scusa con lei per aver causato problemi. Anche Komiya va da Tokiko per scusarsi.
Komiya in seguito spiega a sua nipote in privato che a volte un uomo deve adottare un approccio "morbido" quando ha a che fare con una donna. La coppia sposata presto si ricompone e Tokiko sembra persino incantata dalla "virilità" ritrovata di suo marito. Nel frattempo, Setsuko sta lasciando Tokyo. In un appuntamento con Okada, lo studente di Komiya, discute sul modo in cui si tratteranno a vicenda se si dovessero sposare in futuro.